# The Sims 3: Isola da sogno
The Sims 3: Isola da sogno  (The Sims 3: Island Paradise) è la decima espansione per il videogioco di simulazione di vita per computer The Sims 3 sviluppata da Maxis e Electronic Arts. È stata pubblicata nel Nord America il 25 giugno 2013 e in Europa il 27 giugno. L'espansione è stata annunciata ufficialmente l'8 gennaio 2013.

## Modalità di gioco
In The Sims 3: Isola da sogno, i Sim possono esplorare nuove isole tropicali vivendo in case galleggianti completamente personalizzabili oppure utilizzare canoe, pedalò, windsurf, barche a vela, barche a remi e motoscafi. È presente una nuova modalità per poter costruire delle mete turistiche che attirano diversi Sim durante il viaggio nelle isole. I Sim sono in grado di utilizzare una muta per immergersi nei meandri del mare e scoprire dei tesori nascosti, incontrare sirene, o altri pericoli come gli squali e il kraken.
Nuove modalità di costruzione permettono ai Sim di costruire delle case da sogno in parte sull'acqua e in parte sulla terraferma.

## Novità
- Nuove abilità
- Possibilità di costruire case sopra l'acqua
- Nuove creature: sirene, squali, kraken
- Nuove morti: immersione andata male, disseccati (solo per sirene, se si sta troppo tempo fuori dall'acqua), ingoiati da uno squalo o kraken (quando si è avvistati da una di queste creature)
- Nuovi lavori: esploratore, bagnino e proprietario di hotel
- Nuovi tratti: "Ama nuotare" e "Marinaio".

## Curiosità
Nel nuovo scenario, "Isola Paradiso" (che in realtà è un arcipelago), è presente una ricca famiglia di cognome "Alto". Come quella di Sunset Valley, gli Alto sono anche nell'isola degli spregiudicati affaristi egoisti, che sono diventati ricchi non solo per il patrimonio di famiglia ma anche per aver tradito gli ex-colleghi.